# جرم الکترون
| ثابت | ارزش های                | واحدها   |
| ---- | ----------------------- | -------- |
| me   | ۹٫۱۰۹۳۸۲۹۱(۴۰)×۱۰−۳۱ kg | کیلوگرم  |
| me   | 5.48579909065(16)×10−4  | دالتون   |
| me   | 0.51099895000(15)       | MeV/ c 2 |
| mec2 | ۸٫۱۸۷۱۰۵۷۷۶۹(۲۵)        | ژول      |
| mec2 | 0.51099895000(15)       | MeV      |

در فیزیک ذرات، جرم الکترون (نماد: من) جرم یک الکترون ساکن است که به عنوان جرم ثابت الکترون نیز شناخته می شود. یکی از ثابت های اساسی فیزیک است. مقدار آن حدود 9.109×10-31 کیلوگرم یا حدود 5.486×10-4 دالتون است که دارای انرژی معادل حدود 8.187×10-14 ژول یا حدود 0.511 MeV است.

## واژه شناسی
گاهی از اصطلاح «جرم ساکن» نیز استفاده می‌شود، زیرا در نسبیت خاص می‌توان گفت که جرم یک جسم در چارچوب مرجعی که نسبت به آن جسم در حال حرکت است (یا اگر جسم نسبت به مرجع معینی در حال حرکت باشد) افزایش می‌یابد. بیشتر اندازه گیریهای عملی بر روی الکترون های متحرک انجام میشوند. اگر الکترون با سرعت نسبی حرکت نماید، هر اندازه گیری باید از عبارت صحیح جرم استفاده کند. چنین اصلاحی برای الکترون هایی که با ولتاژهای بیش از 100 کیلوولت شتاب می گیرند، قابل توجه می باشد.
به عنوان مثال، بیان نسبیتی برای کل انرژی، E، الکترونی که با سرعت v حرکت می کند، است{\displaystyle E=\gamma m_{\mathrm {e} }c^{2},}جایی که
c سرعت نور
y ضریب لورنتز
Me جرم ساکن یا به اختصار همان جرم الکترون.
کمیت me ثابت فریم و مستقل از سرعت است. با این وجود، برخی از متون  ضریب لورنتس را با ضریب جرم گروه بندی می کنند تا کمیت جدیدی به نام جرم نسبیتی تعریف کنند ، mrelativistic = γme .

## محاسبه
به این خاطر که جرم الکترون تعدادی از اثرات مشاهده شده در فیزیک اتمی را تعیین میکند، پس به طور بالقوه راه های مختلف و زیادی برای تعیین جرم آن در آزمایش وجود دارد، به شرطی که سایر مقادیر ثابت های فیزیکی از قبل شناخته شده در نظر بگیریم.
جرم الکترون از ترکیب دو اندازه‌گیری تعیین می‌شود. نسبت جرم به بار الکترون که توسط آرتور شوستر در سال 1890 با اندازه‌گیری انحراف (پرتوهای کاتدی) ناشی از میدان مغناطیسی تخمین زده شد. و تامسون نشان داد که پرتوهای کاتدی از جریان‌هایی از ذرات تشکیل شده‌اند که الکترون نامیده می‌شوند و دوباره با استفاده از یک لوله پرتو کاتدی نسبت جرم به بار آن‌ها را با دقت بیشتری  اندازه‌گیری می کند.
جرم ساکن الکترون را می‌توان از روی ثابت ∞R و α  با استفاده از تعریف ثابت ریدبرگ محاسبه کرد:
{\displaystyle R_{\infty }={\frac {m_{\rm {e}}c\alpha ^{2}}{2h}},}
که:
{\displaystyle m_{\rm {e}}={\frac {2R_{\infty }h}{c\alpha ^{2}}},}
که:
جرم اتمی نسبی الکترون را میتوان در یک تله پنینگ اندازه گیری کرد. و می‌توان آن را از طیف اتم‌های هلیوم که در آن یکی از الکترون‌ها با یک پادپروتون جایگزین شده است یا از اندازه‌گیری‌های فاکتور g الکترون در یون‌های هیدروژنیک {\displaystyle {\ce {^{12}C^{5+}}}}  یا {\displaystyle {\ce {^{16}_O^{7+}}}} بدست آورد.

## رابطه با سایر ثابتهای فیزیکی
جرم الکترونی که برای محاسبه استفاده می شودد ثابت آووگادرو NA :
{\displaystyle N_{\rm {A}}={\frac {M_{\rm {u}}A_{\rm {r}}({\rm {e}})}{m_{\rm {e}}}}={\frac {M_{\rm {u}}A_{\rm {r}}({\rm {e}})c\alpha ^{2}}{2R_{\infty }h}}.}
بنابر این با ثابت جرم اتمی مرتبط است:
{\displaystyle A_{\rm {r}}({\rm {X}})=A_{\rm {r}}({\rm {X}}^{Z+})+ZA_{\rm {r}}({\rm {e}})-{\frac {E_{\rm {b}}}{m_{\rm {u}}c^{2}}}}
- Mu ثابت جرم مولی ( در سیستم SI )
- Ar(e) به صورت مستقیم کمیت اندازه گیری شده، جرم نسبی

mu بر اساس {\displaystyle {\ce {A_{\rm {r}}({\rm {e}})}}} تعریف می شود، و نه برعکس، و بنابراین نام "جرم الکترون در واحد جرم اتمی" برای {\displaystyle {\ce {A_{\rm {r}}({\rm {e}})}}} شامل یک تعریف دایره ای (حداقل از نظر اندازه گیری های عملی) است.
طبق قرارداد، جرم‌های اتمی نسبی برای اتم‌های خنثی ذکر می‌شوند، اما اندازه‌گیری‌های واقعی بر روی یون‌های مثبت، یا در طیف‌سنج جرمی یا تله پنینگ انجام می‌شود. پس باید جرم الکترون‌ها قبل از جدول‌بندی به مقادیر اندازه‌گیری شده اضافه شود.  با در نظر گرفتن ساده ترین حالت یونیزاسیون کامل همه الکترون ها، برای یک هسته X با عدد اتمی Z ، 
جرم اتمی نسبی به عنوان نسبت جرم اندازه گیری می شود، اصلاحات باید برای هر دو یون اعمال شود: عدم قطعیت در اصلاحات ناچیز است، در جدول زیر برای هیدروژن 1 و اکسیژن 16 است.
| پارامتر فیزیکی              | 1 H                  | 16 O                |
| --------------------------- | -------------------- | ------------------- |
| جرم اتمی نسبی یون X Z +     | ۱٫۰۰۷۲۷۶۴۶۶۷۷(۱۰)    | ۱۵٫۹۹۰۵۲۸۱۷۴۴۵(۱۸)  |
| جرم اتمی نسبی الکترون های Z | ۰٫۰۰۰۵۴۸۵۷۹۹۰۹۴۳(۲۳) | ۰٫۰۰۴۳۸۸۶۳۹۲۷۵۴(۱۸) |
| تصحیح انرژی اتصال           | −۰٫۰۰۰۰۰۰۰۱۴۵۹۸۵     | −۰٫۰۰۰۰۰۲۱۹۴۱۵۵۹    |
| جرم اتمی نسبی اتم خنثی      | ۱٫۰۰۷۸۲۵۰۳۲۰۷(۱۰)    | ۱۵٫۹۹۴۹۱۴۶۱۹۵۷(۱۸)  |

این اصل را می توان با تعیین جرم اتمی نسبی الکترون توسط فرنهام و همکاران نشان داد. در دانشگاه واشنگتن (1995)  اندازه گیری فرکانس تابش سیکلوترون توسط الکترون ها و توسط {\displaystyle {\ce {^{12}_C^{6+}}}}در تله پنینگ ساطع شده است. نسبت دو فرکانس شش برابر نسبت معکوس جرم دو ذره است. ( ذره سنگین تر باشد، فرکانس تابش سیکلوترون کمتر است؛ و هرچه بار روی ذره بیشتر باشد فرکانس بالاتر است).
{\displaystyle {\frac {\nu _{c}({}^{12}{\rm {C}}^{6+})}{\nu _{c}({\rm {e}})}}={\frac {6A_{\rm {r}}({\rm {e}})}{A_{\rm {r}}({}^{12}{\rm {C}}^{6+})}}=0.000\,274\,365\,185\,89(58)}
از آنجایی که جرم اتمی نسبی یون‌های{\displaystyle {\ce {^{12}_C^{6+}}}} بسیار نزدیک به 12 است، می‌توان از نسبت فرکانس‌ها برای محاسبه اولین تقریب به {\displaystyle {\ce {A_{\rm {r}}({\rm {e}})}}}، {\displaystyle 5.4863037178\times 10^{-4}} استفاده کرد. سپس از این مقدار تقریبی برای محاسبه اولین تقریب به Ar(12C6+) استفاده می شود، با دانستن اینکه {\displaystyle {\tfrac {E_{b}(^{12}\mathrm {C} )}{m_{\rm {u}}c^{2}}}} (از مجموع شش انرژی یونیزاسیون کربن) {\displaystyle 1.1058674\times 10^{-6}} است:
Ar(12C6+) ≈ ۱۱٫۹۹۶۷۰۸۷۲۳۶۳۶۷ . سپس از این مقدار برای محاسبه تقریب جدید Ar(e) استفاده می‌شود، و این فرآیند تا زمانی تکرار می‌شود که مقادیر دیگر تغییر نکنند (با توجه به عدم قطعیت نسبی اندازه‌گیری، {\displaystyle 2.1\times 10^{-9}} ):
این در چرخه چهارم تکرار اتفاق می‌افتد. برای این نتایج،
Ar(e) ={\displaystyle 5.485799111(12)\times 10^{-4}} برای این داده ها ارائه می شود.

## مراجع
1. ↑  "CODATA Value: electron mass". The NIST Reference on Constants, Units, and Uncertainty. US مؤسسه ملی فناوری و استانداردها. June 2011. Retrieved 2011-06-23. {{cite web}}: Cite has empty unknown parameter: |month= (help); External link in |work= (help)
2. ↑  "CODATA Value: electron mass". The NIST Reference on Constants, Units and Uncertainty. May 20, 2019. Retrieved May 20, 2019.
3. ↑  Farnham, D. L.; Van Dyck Jr., R. S.; Schwinberg, P. B. (1995), "Determination of the Electron's Atomic Mass and the Proton/Electron Mass Ratio via Penning Trap Mass Spectroscopy", Phys. Rev. Lett., 75 (20): 3598–3601, Bibcode:1995PhRvL..75.3598F, doi:10.1103/PhysRevLett.75.3598, PMID 10059680